# Patricio Jeria
Patricio Andrés Jeria Alvarado (Concepción (Chile), 10 de septiembre de 1989) es un ex futbolista chileno que se desempeñó como Defensa.

## Clubes
| Club                  | País  | Año       |
| --------------------- | ----- | --------- |
| Deportes Concepción   | Chile | 2008−2009 |
| Lota Schwager         | Chile | 2010-2012 |
| Deportes Puerto Montt | Chile | 2013      |
| Deportes Linares      | Chile | 2014-2015 |
| Lota Schwager         | Chile | 2015-2016 |